# Grigore Florescu
Grigore Florescu (n. 1892, Poroina Mare, județul Mehedinți – d. 1960, Slobozia) a fost un istoric român, specialist în arheologia și epigrafia epocii romane din Dacia.

## Biografie
A fost fiul unui învățător rural. A făcut liceul la Turnu-Severin. Ruinele evocatoare ale cetății Drobeta din acest oraș și ale podului lui Traian l-au atras spre studiul antichității romane, îndrumându-i gândurile tinereții într-un mod hotărâtor. După absolvirea liceului, în 1912, s-a înscris la Facultatea de filozofie și litere din București, pentru a urma filologia clasici și istoria veche, ca elev al lui Vasile Pârvan. Studiile i-au fost întrerupte de anii războiului din 1916 - 1918, fiind grav rănit pe frontul Carpaților. A rămas cu o invaliditate la mina dreaptă, dar și-a reluat activitatea de student, după demobilizare, a obținut licența în anul 1920. În același an a fost numit asistent la Muzeul Național de Antichități, iar în 1923 a devenit profesor la o catedră de limba latină de la Liceul "Gheorghe Lazăr" din București.
A fost bursier al Școlii române din Roma între anii 1924-1926. După finalizarea studiilor devine doctor în istorie (1927) și ocupă Catedra de istorie antică și epigrafie la Universitatea București (1921, 1926 - 1933).

## Activitatea sa
S-a ocupat în special de arheologia și epigrafia epocii romane în Dacia. A efectuat numeroase săpături la edificiile din Răcari, Drobeta, Mălăiești, Bumbești, Histria și Capidava. Preocupările istoriografice au continuat cu publicarea monumentelor funerare romane din Provincia Dacia și Scythia Minor. A contribuit și la întărirea argumentului referitor la continuitatea elementului daco-roman prin cercetările epigrafice întreprinse pe inscripții latine din Drobeta și nordul Dunării.

## Lucrări publicate
- Arcul de triumf al lui Constantin cel Mare, București, 1927.
- Capidava, I, monografie arheologică, București, 1958.
- I monumenti funerari romani della Dacia Inferiore, București, 1942.
- Aricia. Studiu istorico-topografic, în ED. III, 1925.
- I monumenti funerari romani della „Dacia Superior”, ibidem, IV, 1930.
- Castrul roman de la Răicari-Dolj, în AO, IX, 51-52, 1930.
- Castrul roman de la Drobeta, în RIR, III, 1933, I.
- Monuments epigraphiques inedits de Capidava, în „lstros”, II, 1934, I.
- Fouilles archeologiques de Capidava, în „Dacia”, V -VI, 1935-1936.
- Două monumente epigrafice în legătură cu problema continuității, în RIR, X, 1940.
- Capidava în epoca migrațiilor, ibidem, XVI, 1946.
- Incinta cea mare a cetății Histria; Monumentele din partea de vest și sud-vest a cetății, în „Histria”, I, București, 1954.